# Liste der Bodendenkmäler in Oberstdorf
Auf dieser Seite sind die Bodendenkmäler in dem schwäbischen Markt Oberstdorf zusammengestellt. Diese Tabelle ist eine Teilliste der Liste der Bodendenkmäler in Bayern. Grundlage ist die Bayerische Denkmalliste, die auf Basis des Bayerischen Denkmalschutzgesetzes vom 1. Oktober 1973 erstmals erstellt wurde und seither durch das Bayerische Landesamt für Denkmalpflege geführt wird. Die folgenden Angaben ersetzen nicht die rechtsverbindliche Auskunft der Denkmalschutzbehörde.

## Bodendenkmäler in Oberstdorf

### Bodendenkmäler in der Gemarkung Oberstdorf
| Lage                  | Objekt | Akten-Nr.     | Bild |
| --------------------- | --- | ------------- | ---- |
| Oberstdorf (Standort) | Burgstall des Mittelalters (Burgbichl). | D-7-8527-0015 |      |
| Oberstdorf (Standort) | Befestigung und Siedlung vor- und frühgeschichtlicher oder mittelalterlicher Zeitstellung (Plattenbichl).                                                                                                | D-7-8527-0023 |      |
| Oberstdorf (Standort) | Mittelalterliche und frühneuzeitliche Befunde im Bereich der katholischen Pfarrkirche St. Johannes Baptist in Oberstdorf und ihres aufgelassenen Friedhofs mit Seelenkapelle (Kriegergedächtniskapelle). | D-7-8527-0033 |      |
| Oberstdorf (Standort) | Frühneuzeitliche Befunde im Bereich der katholischen Kapelle St. Nikolaus (Klausenkapelle) in Oberstdorf.                                                                                                | D-7-8527-0078 |      |
| Oberstdorf (Standort) | Frühneuzeitliche Befunde im Bereich der abgegangenen Vierzehnnothelferkapelle in Oberstdorf. | D-7-8527-0079 |      |
| Oberstdorf (Standort) | Frühneuzeitliche Befunde im Bereich der Pestkapelle in Oberstdorf und ihrer Vorgängerbauten. | D-7-8527-0080 |      |
| Oberstdorf (Standort) | Frühneuzeitliche Befunde im Bereich der Kapelle in Jauchen. | D-7-8527-0081 |      |
| Oberstdorf (Standort) | Frühneuzeitliche Befunde im Bereich der katholischen Kapelle St. Fabian und St. Sebastian in Kornau. | D-7-8527-0083 |      |
| Oberstdorf (Standort) | Burgstall des Mittelalters (Schloßwies). | D-7-8627-0001 |      |
| Oberstdorf (Standort) | Frühneuzeitliche Befunde im Bereich der katholischen Kapelle Christi Geburt bei Spielmannsau und ihrer Vorgängerbauten.                                                                                  | D-7-8627-0003 |      |
| Oberstdorf (Standort) | Mittelalterliche und frühneuzeitliche Befunde im Bereich der Appachkapelle sowie der Kapellen Maria Loreto und St. Joseph bei Oberstdorf.                                                                | D-7-8627-0006 |      |

### Bodendenkmäler in der Gemarkung Schöllang
| Lage                 | Objekt | Akten-Nr.     | Bild |
| -------------------- | --- | ------------- | ---- |
| Schöllang (Standort) | Siedlung der Vorgeschichte, Burgstall des Mittelalters sowie mittelalterliche und frühneuzeitliche Befunde im Bereich der ehemalige Schöllanger Pfarrkirche St. Michael und ihres Friedhofs. | D-7-8527-0010 |      |
| Schöllang (Standort) | Burgstall des Mittelalters. | D-7-8527-0011 |      |
| Schöllang (Standort) | Mittelalterliche und frühneuzeitliche Befunde im Bereich der katholischen Pfarrkirche St. Michael in Schöllang.                                                                              | D-7-8527-0025 |      |
| Schöllang (Standort) | Mittelalterliche und frühneuzeitliche Befunde im Bereich der katholischen Kapelle St. Jakobus bei Reichenbach.                                                                               | D-7-8527-0027 |      |

### Bodendenkmäler in der Gemarkung Tiefenbach b.Oberstdorf
| Lage                               | Objekt | Akten-Nr.     | Bild |
| ---------------------------------- | --- | ------------- | ---- |
| Tiefenbach b.Oberstdorf (Standort) | Abristation des Mesolithikums.                                                                                                 | D-7-8527-0014 |      |
| Tiefenbach b.Oberstdorf (Standort) | Mittelalterliche und frühneuzeitliche Befunde im Bereich der katholischen Pfarrkirche St. Barbara in Tiefenbach b. Oberstdorf. | D-7-8527-0031 |      |
| Tiefenbach b.Oberstdorf (Standort) | Mittelalterliche und frühneuzeitliche Befunde im Bereich der katholischen Kapelle St. Anna in Rohrmoos.                        | D-7-8527-0074 |      |
| Tiefenbach b.Oberstdorf (Standort) | Frühneuzeitliche Befunde im Bereich der katholischen Kapelle St. Martin in Winkel.                                             | D-7-8527-0076 |      |